# Гестон
Ге́стон (англ. Heston) —місцевість у лондонському боро Гаунслоу, Західний Лондон. Це примиський район, який необхідно економічно розвивати. Заснований на місці колишнього фермерського господарства на відстані 17,4 км на південний захід від Черинг Кросс.

## Історія
Селище Гестон, яке розташоване на північ від Гаунслоу, відоме ще з саксонськіх часів. За уставом Генріх ІІ селище отримало назву Гестьюн (англ. Hestune), що означає «закрите поселення», яке визначається його місцезнаходженням: між римською дорогою до Бату та Аксбридж-роуд до Оксфорду.
У 1229 році Гестон, якій до того належав до округу Ґістелворт (Ізлворт), переходить у володіння графа Корноульського за ініціативи Генріха ІІІ .  Після смерті короля у 1316 році, Гестон стає власністю Корони, далі ним володіють доглядачі госпіталю Святого Ґіла до того, як здають його Генріху VIII під час церковної реформи.  Королева Єлизавета I  дарує Гестон серу Томасу Грешему, який, скуштувавши хліба з пшениці місцевого виробництва, наполягав на постачання останнього для власного користування.
Відокремлення від Ізлворту у 14-му столітті надало місцевим жителям відчуття незалежності від своїх південних сусідів, з якими вони часто сперечалися. Щорічно проходили «побиття границь», колі жителі хресною ходою проходили вздовж границь округу, показуючи місцевим межі їх земель. Залишився опис одного з таких походів, коли парафіяни бачили сутичку між людьми з Гестона та Ізлворта, у якій жителі Гестона перекидали інших людей через канаву.
У 1925 році було закінчено будівництво Великої західної дороги, яка визначила південні межі Гаунслоу та сформувала сільськогосподарські та садові землі селища, які швидко поділили для будівництва житла та промислових об'єктів.

## Видатні жителі
- Річі Блекмор — гітарист рок-гуртів Deep Purple та Rainbow — виріс у Гестоні.
- Джиммі Пейдж — гітарист рок-гурту Led Zeppelin — народився у Гестоні.